# Comunas de Colombia
Comuna es un término usado en Colombia para referirse a una unidad administrativa en la cual se subdivide la cabecera municipal de una ciudad intermedia o principal del país, el cual agrupa barrios o sectores determinados. Tiene como objetivo, mejorar la prestación de los servicios y asegurar la participación de la ciudadanía en el manejo de los asuntos públicos de carácter local. 
Los concejos podrán dividir su municipio en comunas cuando se trate de su cabecera municipal y en corregimientos en el caso de los centros poblados y veredas bajo su jurisdicción. Cada comuna está regida por una Junta Administradora Local (JAL), integrada por no menos de cinco ni más de nueve miembros, elegidos por votación popular para un período de cuatro años que deberán coincidir con el período del Concejo Municipal. 

## Requisito de creación
En los municipios clasificados en categoría especial, primera y segunda, los concejos municipales podrán organizar comunas con no menos de diez mil (10 000) habitantes y en los clasificados en las categorías tercera y cuarta con no menos de cinco mil (5.000) habitantes.
En caso de no cumplir el requisito. En los demás municipios, los alcaldes diseñarán mecanismos de participación ciudadana a través de los cuales la ciudadanía participe en la solución de sus problemas y necesidades. 
Medellín a pesar de ser elevado a distrito decidió mantener la división de comunas en vez organizarlas en localidades; abriendo la posibilidad de crear a futuro nuevas comunas.

## Ejemplos

Comunas de la ciudad de Medellín.
Comunas de la ciudad de Cali.
Comunas de la ciudad de Bucaramanga.
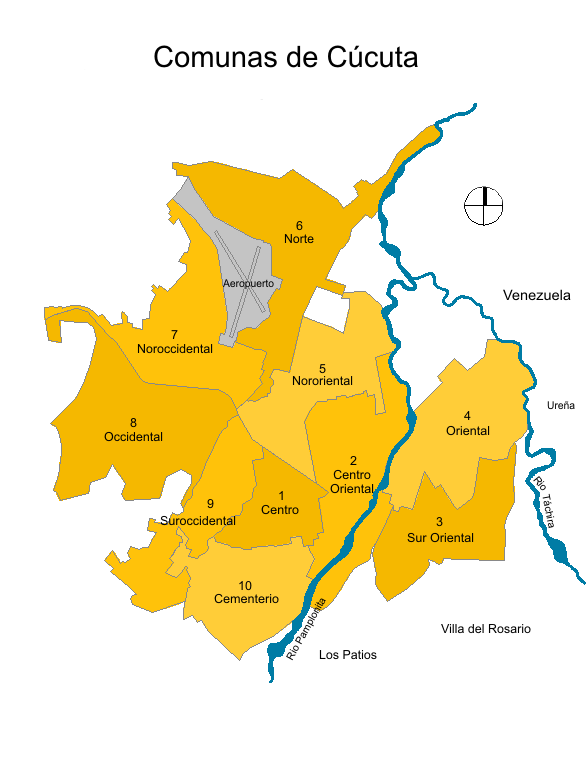
Comunas de la ciudad de Cúcuta.
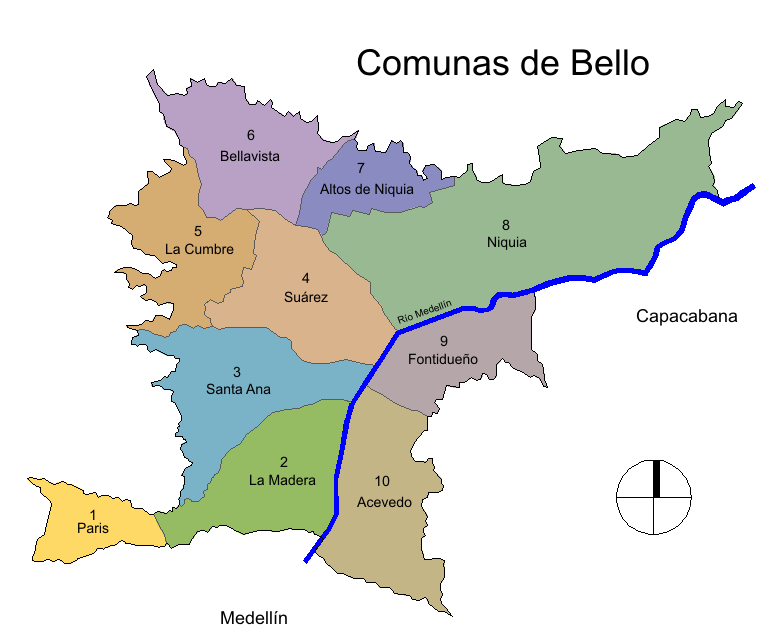
Comunas de la ciudad de Bello.
Comunas de la ciudad de Ibagué
Comunas de la ciudad de Pereira.
Comunas de la ciudad de Manizales.
Comunas de la ciudad de Neiva.
Comunas de la ciudad de Armenia.